# Фудбалски савез Грчке
Фудбалски савез Грчке (грч. Ελληνική Ποδοσφαιρική Ομοσπονδία - (EPO)) је главна фудбалска организација Грчке. Учествује у организовању Супер лиге Грчке и организује Грчки фудбалски куп и фудбалску репрезентацију Грчке. Седиште организације налази се у Атини. 